# Dolcourt
Dolcourt – miejscowość i gmina we Francji, w regionie Grand Est, w departamencie Meurthe i Mozela.
Według danych na rok 1990 gminę zamieszkiwały 83 osoby, a gęstość zaludnienia wynosiła 13 osób/km² (wśród 2335 gmin Lotaryngii Dolcourt plasuje się na 962. miejscu pod względem liczby ludności, natomiast pod względem powierzchni na miejscu 887.).